# 6834-es mellékút (Magyarország)
A 6834-es számú mellékút egy több mint tizenhárom kilométer hosszú, négy számjegyű országos közút Zala vármegye déli részén. A horvát határ közelében fekvő Molnári települést kapcsolja össze Nagykanizsa városával.

## Nyomvonala
A 6830-as útból ágazik ki, annak 1+700-as kilométerszelvénye után, délnyugati irányban, Nagykanizsa Kiskanizsa városrészében. Az első szakasza a Hunyadi tér nevet viseli, majd Szepetneki út néven folytatódik. 1,4 kilométer után kilép a városrész területéről, és még 2,5 kilométer elérése előtt átlép Szepetnek területére.
4,2 kilométer megtétele után ér Szepetnek község házai közé, ott a Petőfi Sándor utca nevet veszi fel. A 4+350-es kilométerszelvényénél kiágazik belőle észak felé a 6837-es út, majd 4,7 kilométer után nyugatnak fordul, változatlan néven. 5,6 kilométer után ismét délnyugati irányt vesz, a hatodik kilométerének elérése után pedig kilép a lakott területek közül.
9,3 kilométer után éri el Semjénháza határszélét, egy darabig a határvonalat kíséri, 9,7 kilométer után pedig teljesen e község területére lép. Újtelep településrész házai mellett halad el, majd délnek fordul; 10,6 kilométer után már ismét nyugatnak veszi az irányt, így ér a község házai közé, ahol Kossuth Lajos utca néven folytatódik.
11,4 kilométer után kilép az előbbi település belterületéről, és szinte egyből át is lép Molnári határai közé. A lakott területeket itt 12,2 kilométer után éri el, települési neve Petőfi Sándor utca. Egy aránylag nagy kiterjedésű delta csomópontban ér véget, beletorkollva a 6835-ös útba, annak 5+800-as kilométerszelvényénél; a delta ágai által közrefogott terület akkora, hogy abban elférnek a település két templomának és néhány üzletének ingatlanjai, illetve egy emlékpark is; a delta délkeleti ága ezért önállóan számozódik, 68 801-es számmal.
Teljes hossza, az országos közutak térképes nyilvántartását szolgáló kira.gov.hu adatbázisa szerint 13,166 kilométer.

## Települések az út mentén
- Nagykanizsa-Kiskanizsa
- Szepetnek
- Semjénháza
- Molnári